# Lulu.com
Lulu è una casa editrice on demand. Nasce nel 2002 in Canada per iniziativa di Bob Young, fondatore anche di Red Hat.

## Storia

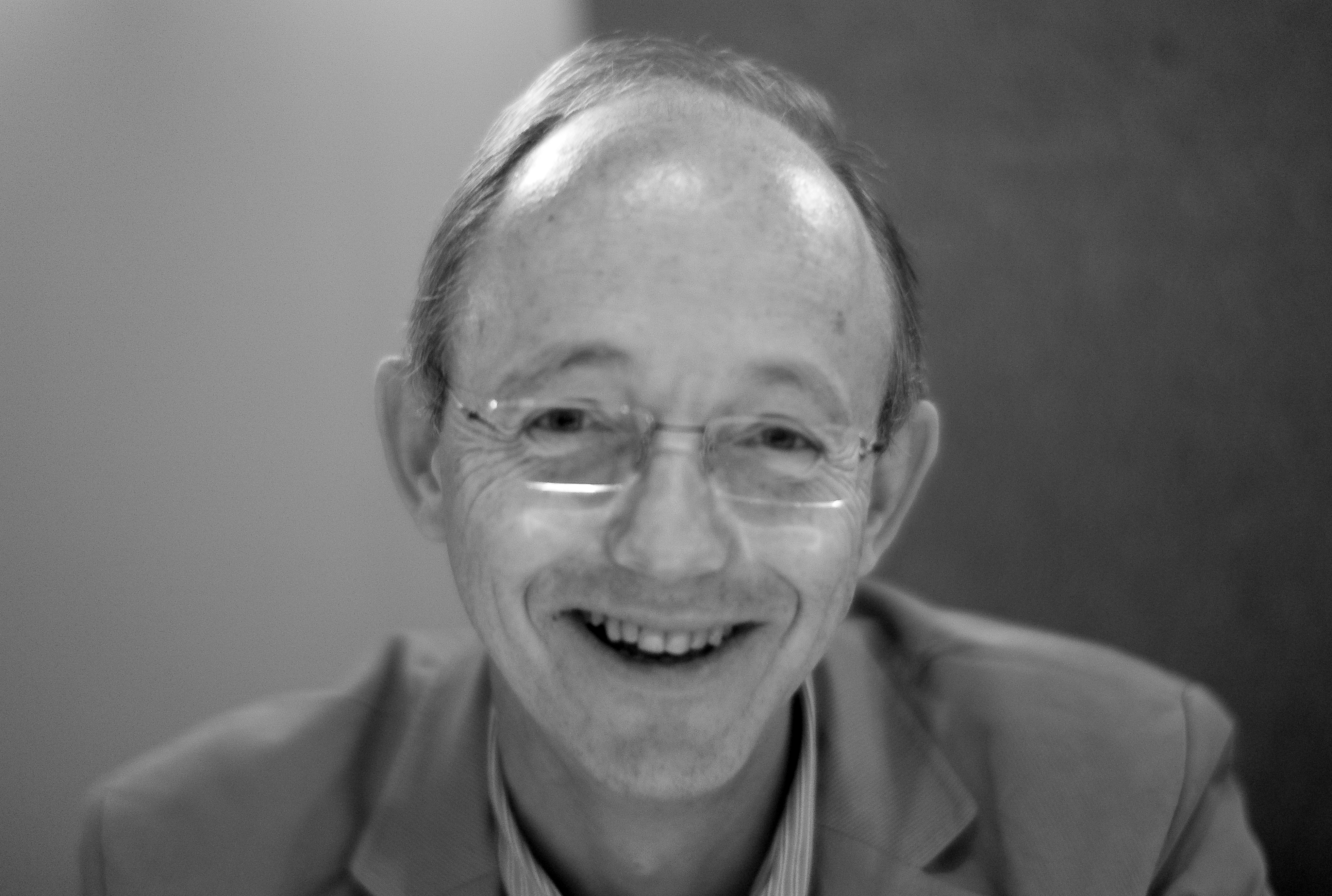
Robert "Bob" Young

Secondo Young, il «sistema editoriale funziona per i best seller, ma non lascia spazio ai titoli che non promettono vendite dell'ordine dei milioni. Gli editori si rifiutano di pubblicare, molto spesso, non perché il libro (il cd o le foto) non sia di pregio, ma perché il titolo non ha mercato». L'idea è dunque quella di creare un sistema di pubblicazione su Internet che copra l'intero ciclo di produzione, permettendo di gestirlo direttamente agli autori.
Nel 2002 viene aperto il sito web, tramite il quale gli autori provvedono personalmente alla confezione editoriale della propria opera (in formato cartaceo o multimediale); un catalogo online, al quale gli utenti accedono per acquistare le opere in formato digitale o cartaceo (in questo caso stampate su richiesta); una biblioteca digitale, coi testi liberamente consultabili online. Lulu fornisce agli autori un sistema automatizzato per la produzione editoriale, dalla creazione della copertina al formato del libro; ma si possono creare anche ebook, calendari e album fotografici. Era possibile creare anche CD musicali e DVD video, ma il servizio è stato dismesso nel 2011.
Gli autori preparano il prodotto e vendono le proprie opere a un prezzo da loro stabilito, coprendo le spese di Lulu.com per stampa e commissioni, a cui è possibile aggiungere la quota che si desidera riservarsi.
Nel 2006 Lulu ha allargato la propria attività all'Europa, dopo aver iniziato negli Stati Uniti.
Young ha promosso anche il "Blooker Prize", un concorso per blook, i libri realizzati con i contenuti dei blog.

## Licenze
L'autore mantiene alcuni diritti d'autore sulle proprie opere, limitando quelli sulla vendita, ridistribuzione e rilicenziazione.
È possibile anche pubblicare i libri con la licenza GFDL, una licenza Creative Commons CC-BY-NC-SA oppure nel pubblico dominio.